# Багаж
Бага́ж (фр. bagage) (также поклажа, пожитки, скарб, кладь, особенно дорожная или походная) — вещи, которые берёт с собой в дорогу пассажир. Багаж может сдаваться в специальное место (сдаваемый багаж) или браться с собой (ручная кладь).

## История
Ранее багажом назывались личные вещи пассажира, которые брались с собой или сдавались в особые помещения во время пути в дилижансе, на железной дороге или на пароходе. Для хранения багажа в транспортных средствах были предусмотрены особые места багажные отделения в повозках, вагонах, каютах, позднее особые вагоны (багажные), багажные отделения в трюмах и так далее.
На железных дорогах России, в имперский период, известная часть багажа (один пуд, за границей 20 — 25 килограмм) провозились бесплатно, а за излишек взималась плата по особому тарифу.
Багаж в поездке может быть сдаваем пассажиром и получаем им полностью или частично в пути на основании особых правил при перевозке тем или иным транспортным средством. В удостоверение принятия багажа пассажиру выдается багажная квитанция, которая должна быть предъявляема при обратном получении багажа пассажиром.

При проезде в транспортном средстве, осуществляющем регулярные перевозки пассажиров и багажа, пассажир имеет право:
1. перевозить за плату в багажном отделении транспортного средства или в отдельном транспортном средстве багаж в количестве не более двух мест, длина, ширина и высота каждого из которых в сумме не превышают сто восемьдесят сантиметров;
2. провозить с собой бесплатно ручную кладь в количестве не более одного места, длина, ширина и высота которого в сумме не превышают сто двадцать сантиметров, одну пару лыж в чехле, детские санки, детскую коляску.

— Статья 22 ФЗ № 259 «Устав автомобильного транспорта и городского наземного электрического транспорта»
При перевозке железнодорожным транспортом багажом называются вещи и иные ценности, перевозимые для личных бытовых нужд. Такой багаж перевозится в багажном вагоне до станции назначения, указанной в проездном документе пассажира.
В пассажирских авиаперевозках размеры и вес багажа, а также количество мест багажа, следующего с пассажиром, регламентируется нормами Федеральных авиационных правил и разрабатываются самими авиакомпаниями на основании рекомендаций IATA. Багаж, который пассажир берёт с собой на борт, а не сдаёт на перевозку на регистрации, называется ручная кладь.
В случае перевозки морем багажом называется любой предмет (в том числе автомашина), перевозимые по договору морской перевозки пассажира. В этом случае багажом не считаются вещи, перевозимые по договорам морской перевозки груза либо животных.
Автоматизированное управление багажом BHS внедряется в основном в Аэропортах с использованием RFID технологий.

## Официальное толкование

### Международные правовые акты
- П.5 ст.1 Афинской конвенции о перевозке морем пассажиров и их багажа (Афины, 13.12.1974).

- Ст.1 Конвенции о международных автомобильных перевозках пассажиров и багажа (Бишкек, 9 .10.1997).

### Правовые акты России
- Ст.180 Кодекса торгового мореплавания РФ (Федеральный закон от 30 апреля 1999 г. № 81-ФЗ).
- Ст.2 Устава железнодорожного транспорта Российской Федерации (Федеральный закон от 10 января 2003 г. № 18-ФЗ).